# Rathaus Torgau

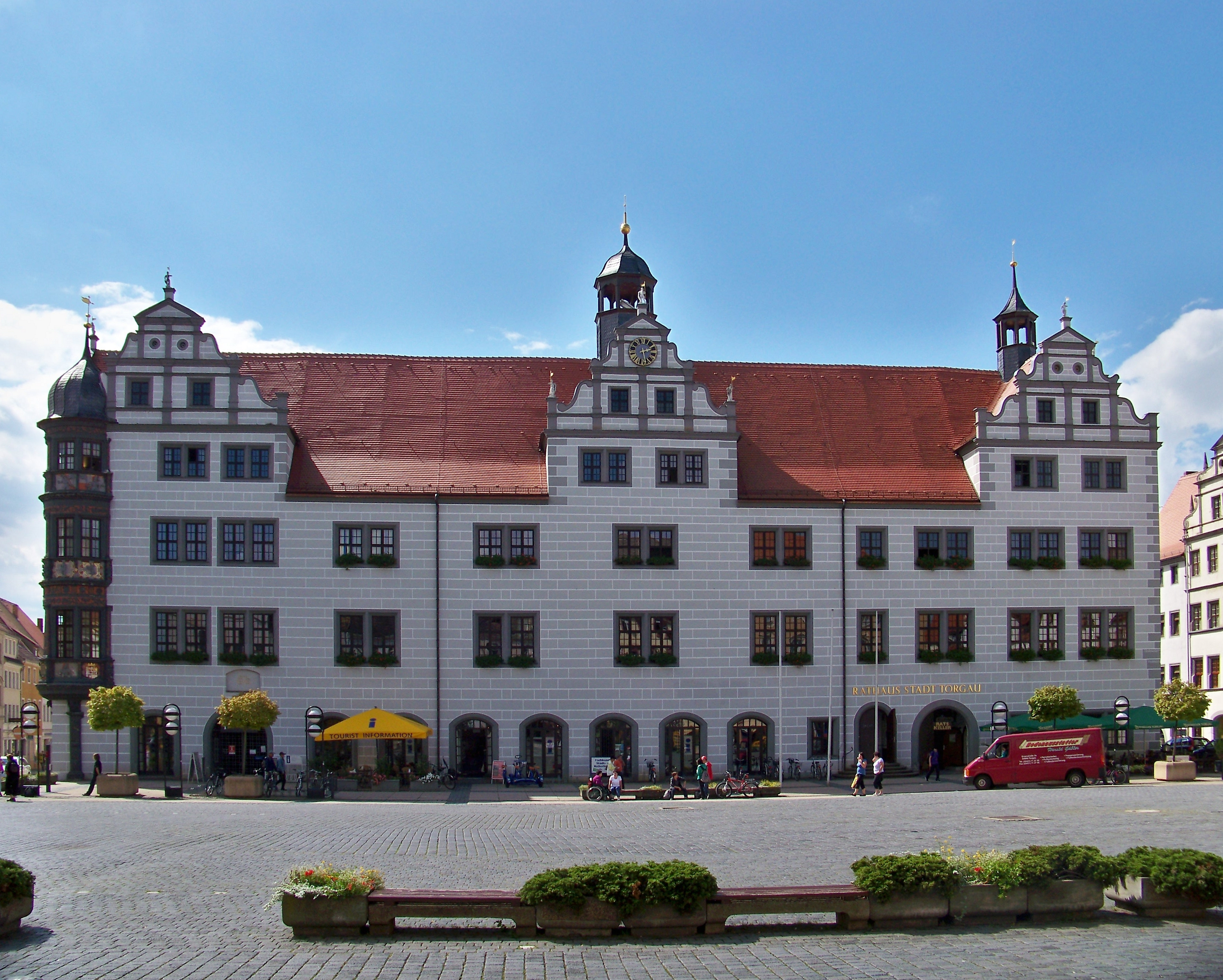
Torgauer Rathaus

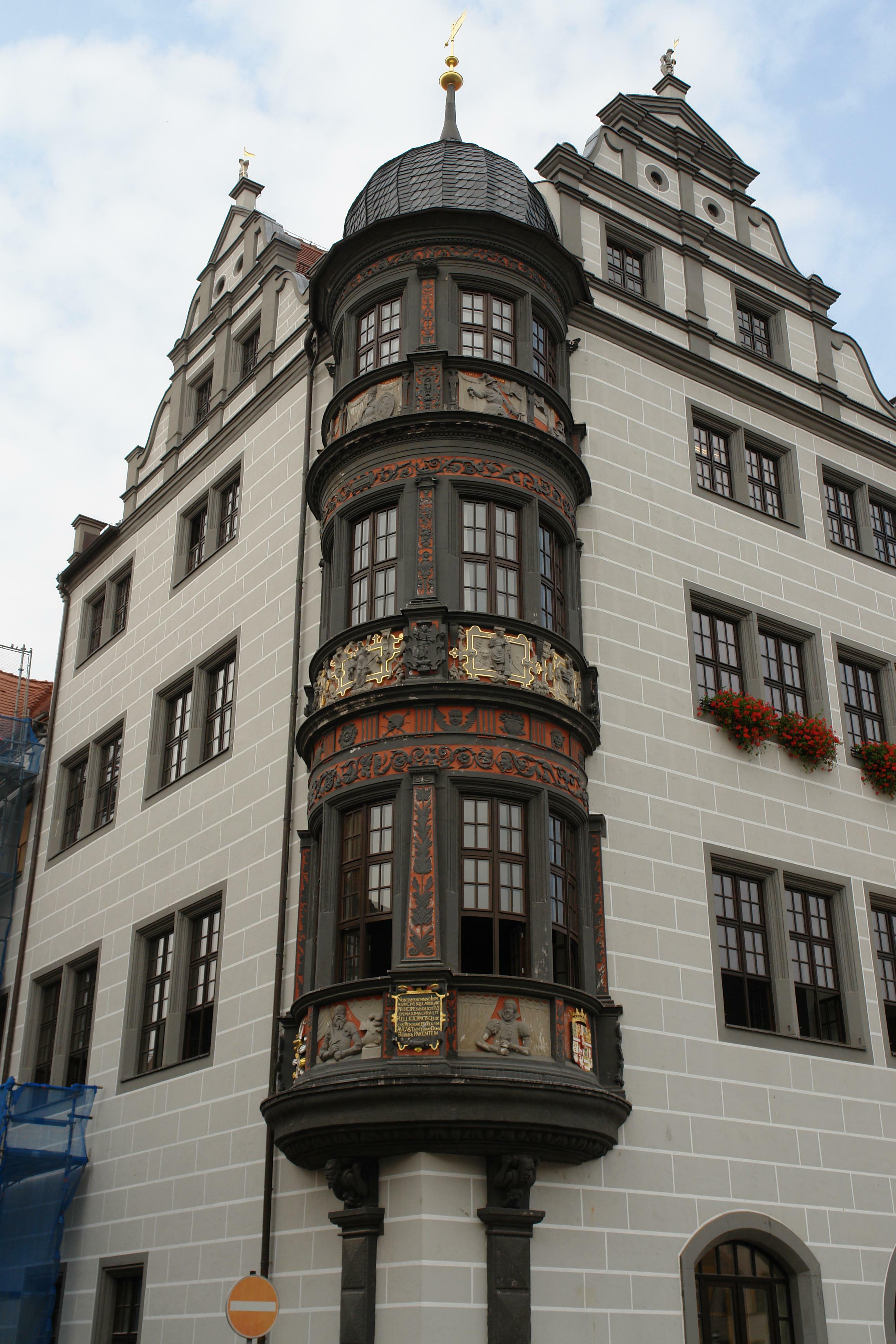
Der Eckerker am südlichen Querhaus

Das Rathaus der Stadt Torgau ist von 1563 bis 1578 im Stil der Renaissance erbaut worden. Es ist der bedeutendste bürgerliche Profanbau der Stadt und ein wichtiges Bauwerk der Sächsischen Renaissance.

## Baugeschichte
Unter Kurfürst August entstanden in der zweiten Hälfte des 16. Jahrhunderts, bedingt durch wirtschaftlichen Aufschwung, viele neue Rathäuser in Sachsen. So wurden in der Zeit von 1525 bis 1550 neun, aber von 1550 bis 1600 neununddreißig Rathäuser gebaut oder wesentlich umgebaut. Die zu dieser Zeit entstandenen Rathäuser waren oft vom Typ mit der Breitseite zum Markt. Dabei entsprach die funktionelle Gliederung der Gebäude ihrer Zeit. Im Erdgeschoss waren oft Verkaufsräume und der Ratskeller. Im Obergeschoss der große Bürgersaal, der Ratssitzungssaal mit dem Ratsarchiv, meist noch ein weiterer kleiner Saal für Verwaltungszwecke, die Gerichtsstube und in einigen Rathäusern eine besondere Ratstrinkstube. In Rathäusern mit einem weiteren Geschoss wie in Wittenberg oder Torgau gab es dort weitere Verwaltungsräume. Oft wurden aber die Räume in den oberen Geschossen als Tuchböden oder Kornböden genutzt oder standen als Lager zur Verfügung.
Torgau war zwar seit 1547 keine kurfürstliche Residenzstadt mehr, hatte aber durch das Bevölkerungswachstum in der ersten Hälfte des 16. Jahrhunderts und der wirtschaftlichen Stärke der Bürgerschaft ein neues Selbstbewusstsein erlangt. Somit wurde das alte Rathaus, welches vermutlich an der Ecke Markt zum Fleischermarkt stand, als nicht mehr ausreichend angesehen. Das neue Rathaus sollte auf einer Grundfläche von 14 × 56 m auf dem Friedhofsgelände neben der inzwischen profanierten Nikolaikirche stehend, die gesamte Westseite des Marktes einnehmen.
1565 wurde das Rathaus dreigeschossig bis zum Hauptsims, mit je einem Querhaus am nördlichen und südlichen Ende, einem Mittelgiebel und zwei Dachreitern gebaut. Die Rückseite des Gebäudes wurde unmittelbar an den Hallenumgangschor der aus dem zweiten Teil des 13. Jahrhunderts stammenden Nikolaikirche gebaut, welcher im 19. Jahrhundert abgerissen wurde. Deshalb besitzt das Rathaus keine architektonisch durchgebildete rückwärtige Fassade. Auf dem erst 1971 bei Bauarbeiten an der Nordostecke wiederentdeckten Grundstein steht:
IM 1563 IAR DEN 20. TAG APRILIS / IST DIESER BAW ANGEFANGEN / ANNO DOMINI MDLXIII XX. DIE APRILIS INCEPTUM
Der Bau wurde offenbar von Andreas Bretschneider konzipiert. Valten Wegern errichtete zunächst nur die nördlichen drei Viertel des Baukörpers, verputzte sie grob und färbte sie ocker ab. Der erste Bauabschnitt endete also am südlichen Durchgang, an dem 1972 ein gotisches Portal freigelegt wurde, welches nun als Eingang zum Ratscafé dient. Das südliche Querhaus wurde erst 1577/78 angebaut. Markant an diesem Bau ist sein Eckerker. Vorbild für diesen Erker war der von Andreas Buschwitz um 1536 am Schloss Hartenfels erbaute Außenerker.
Der Erker zeigt die Huldigung an den Landesfürsten in der Brüstung des ersten Obergeschosses durch Wappen und Schrifttafel. Die Brüstung im zweiten Obergeschoss zeigt Allegorien bürgerlicher Tugenden. Im dritten Obergeschoss findet man an der Brüstung die Reliefs Alexanders von Makedonien, von Karl dem Großen, von Gottfried von Bouillon und Julius Cäsar als Ideale für staatsmännische Klugheit. Die Reliefplastiken waren sicher zweifarbig gefasst, da man Farbreste von Grau nachweisen konnte.
1971 konnte man auch noch Reste des Originalputzes von 1578 finden, der in einem kühlen Grau mit illusionistisch aufgemalten weißen Fugen gehalten war. Die in Sandstein gearbeiteten Gewände der Fenster waren dunkelgrau gefasst, die Renaissanceportale der Durchgänge und des Haupteinganges waren schwarz. Die Knäufe der Dachreiter und die kupfernen Fähnchen der Steinernen Männer auf den Giebeln waren vermutlich vergoldet.

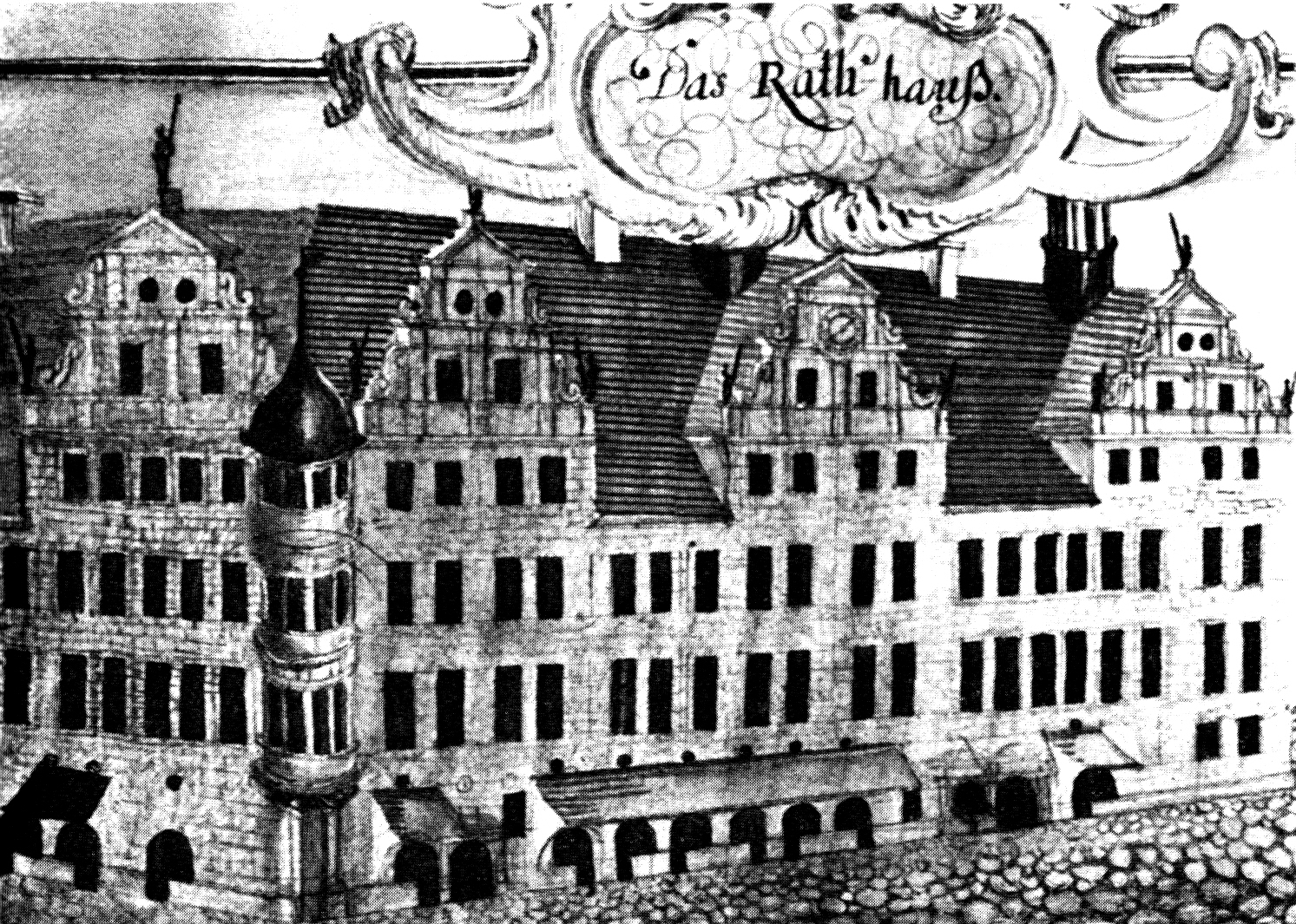
Das Rathaus um 1720 auf einer Karte von Hanns Sigismund Ulrici
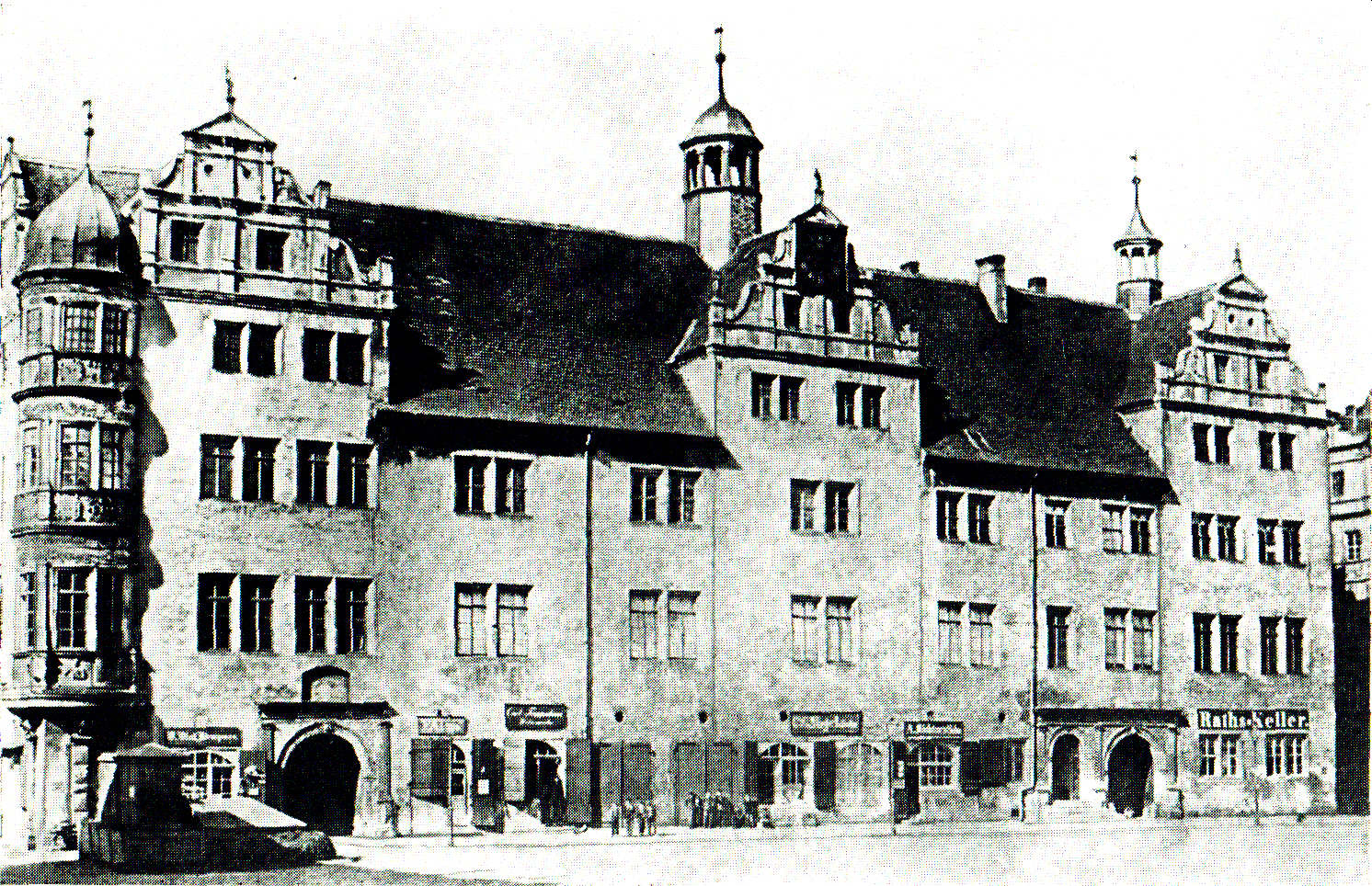
Das Rathaus vor 1870
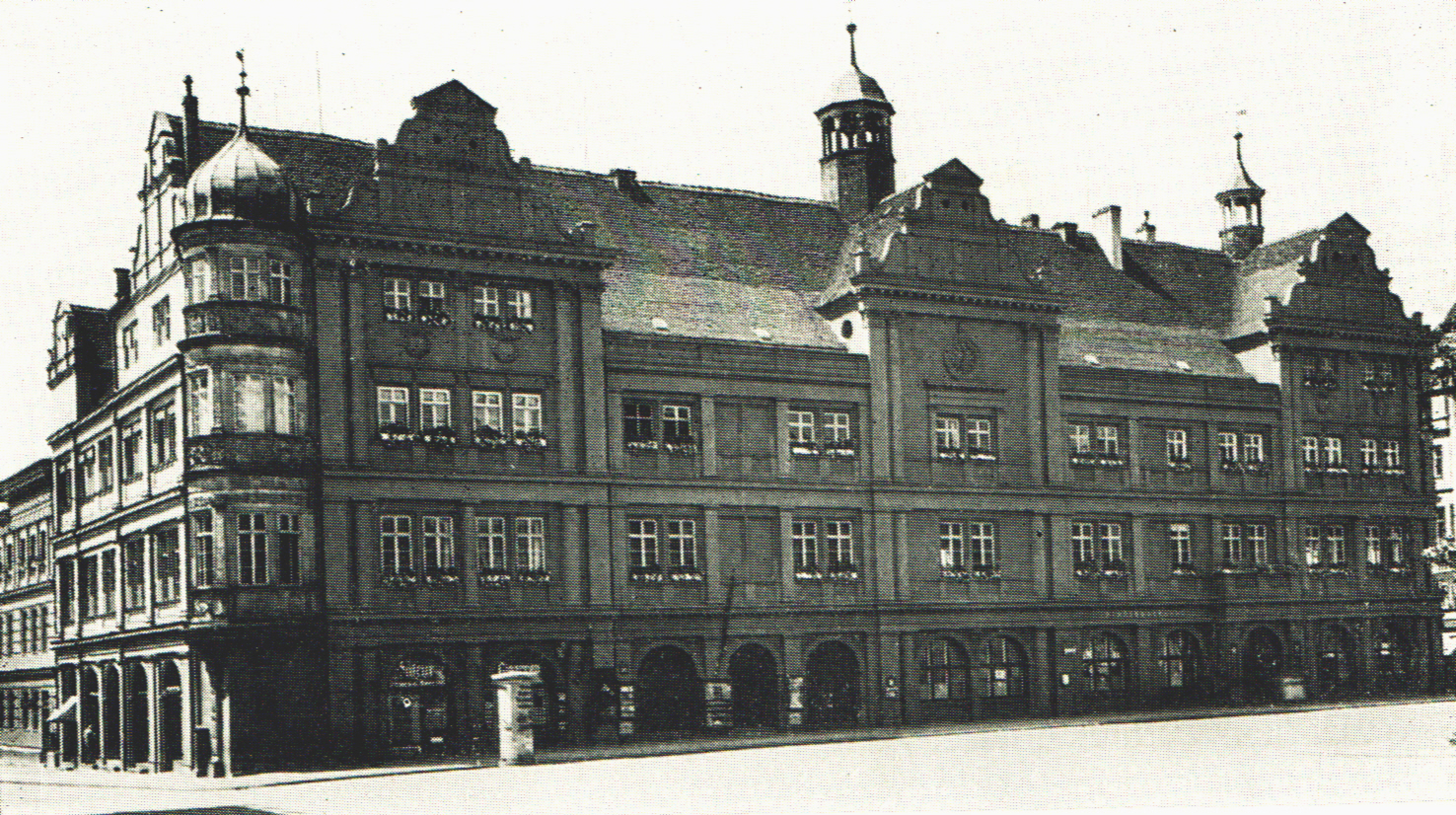
Das Rathaus nach dem Anbau der neuen Fassade 1870
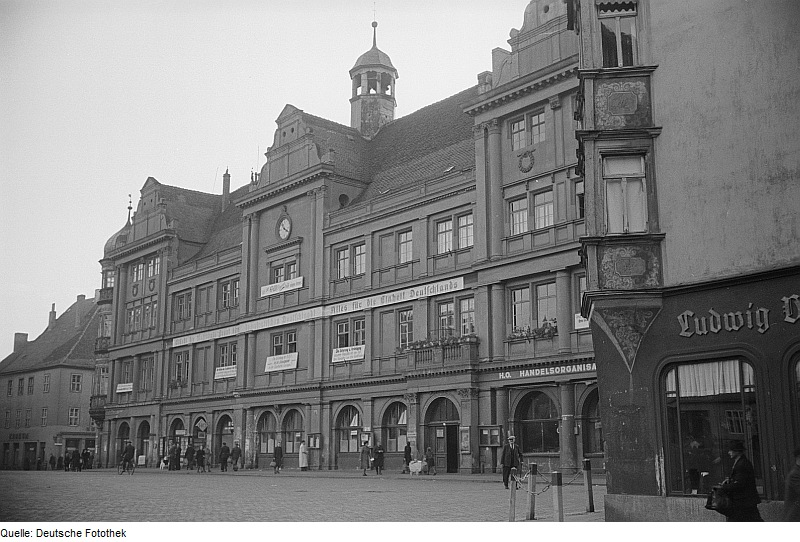
Das Rathaus 1952
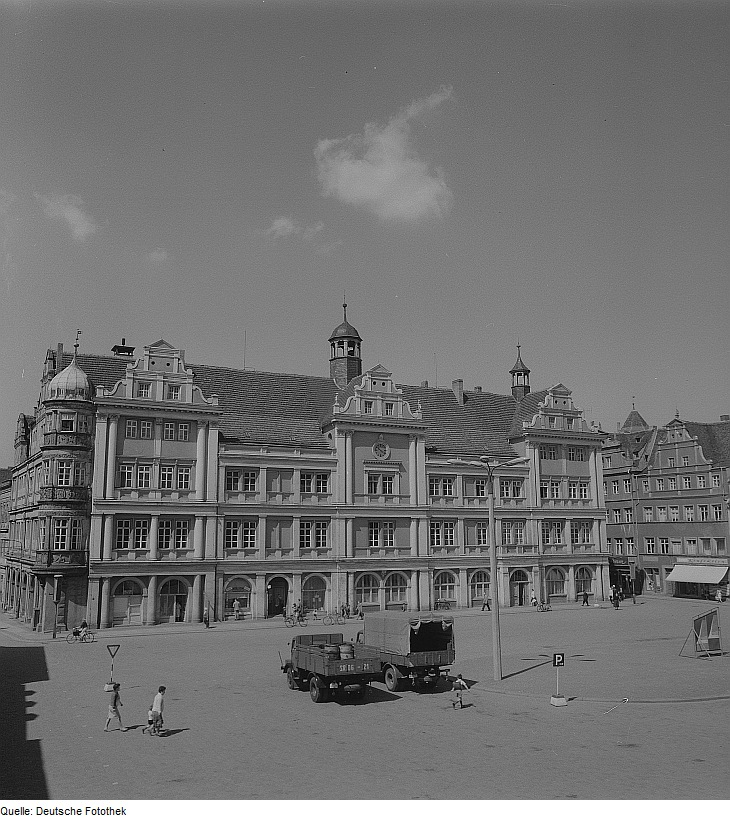
Das Rathaus, vermutlich nach der Erneuerung um 1970

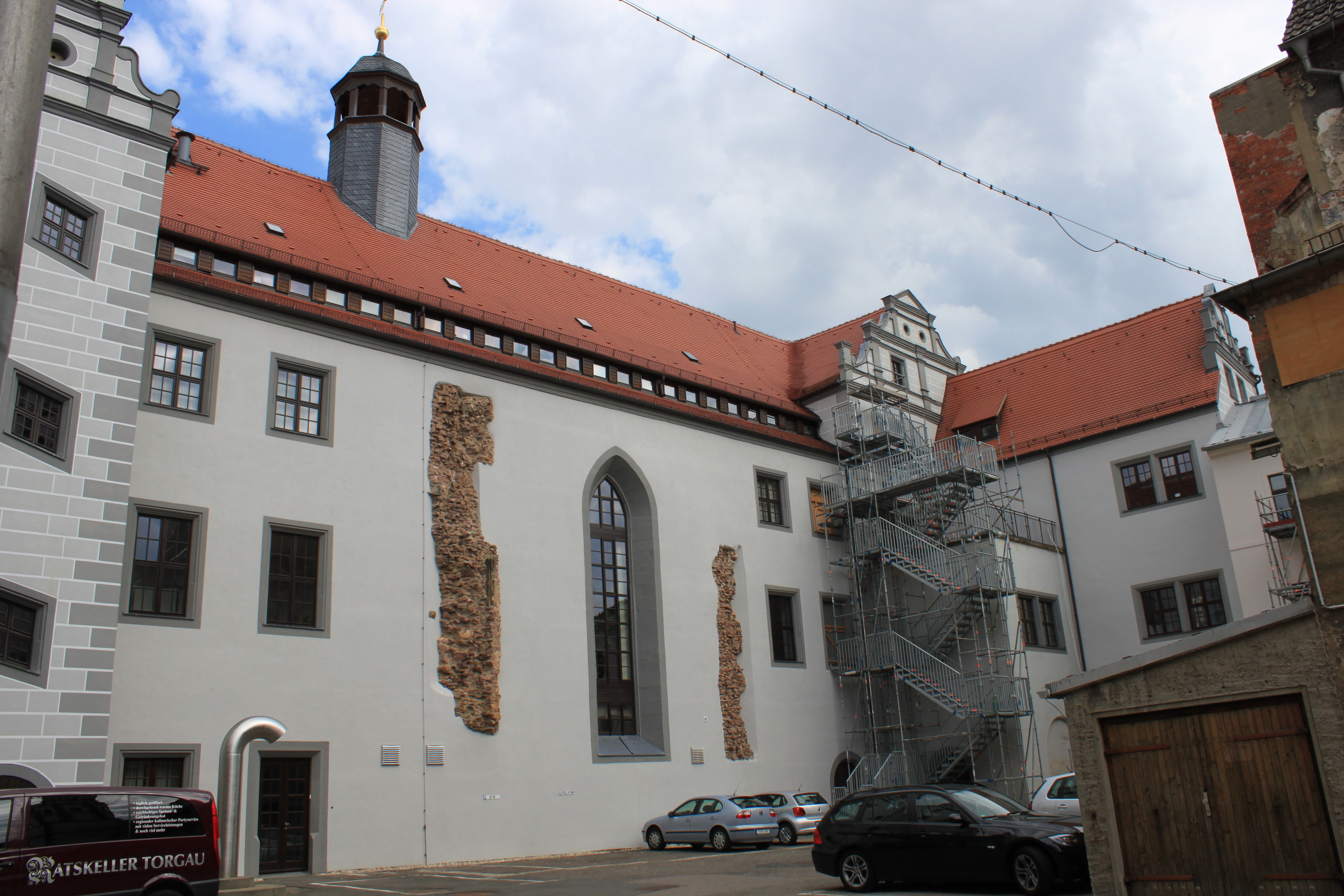
Rückseite des Gebäudes, am Spitzbogenfenster noch ein Fragment des Hallenumgangschor der aus der zweiten Häkfte des 13. Jahrhunderts stammenden Nikolaikirche

1874 wurde die Fassade nach Entwürfen des Berliner Architekten Bernhard Felisch umgebaut. Felisch legte einen Entwurf im Stil der Gotik und ein Entwurf im Stil der italienischen Hochrenaissance vor. Aus Kostengründen entschied man sich damals für die letztere Variante.
Die neue Fassade behielt die Sandsteinrahmungen in den Obergeschossen bei, aber nun prägten die neue vertikale Gliederung aus Pilastern und eingestellten Dreiviertelsäulen, welche durch kräftige Simse getrennt wurden, die Fassade. Das bedingte die Veränderung nahezu aller Öffnungen im Erdgeschoss und brachte somit den Abbruch von sechs der acht zum Marktplatz gelegenen Gewölbefeldern mit sich. An der vorgeblendeten Fassade waren Pilaster und Gesimsunterglieder gemauert, Schmuckelemente waren teils aus Stuck, teils als Bretthohlkonstruktion gefertigt. Durch die aufgesetzte Attika entstanden Probleme bei der Dachentwässerung, denn die Fallrohre wurden nun innerhalb der Vorblendung geführt und ließen schon nach wenigen Jahren die Sparren- und Binderfüße faulen und Teile der Fassade durchfeuchten.
Der Ostgiebel des südlichen Querhauses wurde 2,25 m nach Norden verrückt, um der neuen Fassade die nötige Symmetrie zu verleihen. Dadurch kam es aber zu einer totalen Störung des Dachverbandes, was wiederum den Einbau von Stützhilfskonstruktionen durch alle Geschosse bis in den Keller erforderlich machte. Auch die bis dahin erhalten gebliebenen Renaissanceportale vor den Durchfahrten und dem Haupteingang wurden abgebrochen. Der Zugang zur Haupttreppe wurde aufgegeben und befand sich nun im nördlichen Durchgang, in dem eine neue Treppe, die der ursprünglichen Haupttreppe genau entgegengesetzt ins erste Obergeschoss führte. Das hatte nun eine ungünstigere Wegführung zur Folge, dass diese den vorhandenen Sälen funktionell widersprach.
Ende der 1960er Jahre erforderte der desolate Bauzustand des Hauses einen erneuten Umbau. Man entschloss sich den ursprünglichen Zustand weitgehend wiederherzustellen, was unter Hilfe der Sektion Architektur der TU Dresden in den Folgejahren weitgehend gelang.